# Islandia en los Juegos Paralímpicos de Sochi 2014
Islandia estuvo representada en los Juegos Paralímpicos de Sochi 2014 por dos deportistas, un hombre y una mujer. El equipo paralímpico islandés no obtuvo ninguna medalla en estos Juegos.